# Oenothera maysillesii
Oenothera maysillesii är en dunörtsväxtart som beskrevs av Philip Alexander Munz. Oenothera maysillesii ingår i släktet nattljussläktet, och familjen dunörtsväxter. Inga underarter finns listade i Catalogue of Life.